# Садіатт II
Садіатт (*д/н — 610 до н. е.) — цар Лідії у 625–610 роках до н. е. Сприяв посиленню лідійського впливу серед іонічних міст Малої Азії.

## Життєпис
Походив з династії Мермнадів. Син царя Ардіса II. Про життя відомо замало. Продовжував налагоджувати союзні відносини із Ефесом. Його сестра була одружена з ефеським аристократом. Водночас цар Садіатт військовою силою змусив киммерійців залишити межі Лідії (в союзі з Мізією, на доньці царя якої був одружений). В подальшому одружився на своїй сестрі (якій саме невідомо).
Згодом протягом 6 років намагався захопити міста Мілет й Клазомени, або зробити його залежним від Лідії, проте невдало. Його було вбито під час цієї військової кампанії (внаслідок змови). Трон успадкував його син Аліатт II, народжений у шлюбі з рідною сестрою, оскільки діти Садіатта II від інших дружин вважалися позашлюбними.